# Bandgärdsmyg
Bandgärdsmyg (Thryophilus pleurostictus) är en centralamerikansk fågel i familjen gärdsmygar inom ordningen tättingar.

## Kännetecken

### Utseende
Bandgärdsmygen är en 13,5 cm lång fågel med kastanjebrun ovansida, ett brunt ögonstreck samt svartstreckade vita kinder. Undersidan är vit men tättstrimmad i svart på nedre delen av buken och flankerna. Vingar och stjärt är likaså svartstrimmiga. Ungfåglar har mattare ovansida och smutsvit svagt sotbrunfläckad undersida.

### Läten
Fågeln har en melodiös och komplex sång med en blandning av musikaliska drillar och klara visslingar. Bland lätena hörs ett nasalt "cherrrt" och ett skallrande "kert rruk kert rruk".

## Utbredning och systematik
Bandgärdsmyg delas in i sju underarter med följande utbredning:
- Thryophilus pleurostictus nisorius – förekommer i västra Mexiko (Morelos, Puebla och Michoacán)
- Thryophilus pleurostictus oaxacae – förekommer från sydvästra Mexiko (kustnära centrala Guerrero till Oaxaca)
- Thryophilus pleurostictus acaciarum – förekommer i södra Mexiko (Chiapas)
- Thryophilus pleurostictus oblitus – förekommer i låglänta områden utmed Stilla havet från östra Chiapas till Guatemala och västra El Salvador
- Thryophilus pleurostictus pleurostictus – förekommer i Guatemala (Gualánregionen i Zacapa)
- Thryophilus pleurostictus lateralis – förekommer i låglänta områden i El Salvador och västra Honduras
- Thryophilus pleurostictus ravus – förekommer i låglänta områden utmed Stilla havet från Nicaragua till nordvästra Costa Rica

### Släktestillhörighet
Tidigare placerades bandgärdsmyg i Thryothorus, men DNA-studier visar att arterna i släktet inte är varandras närmaste släktingar, varför Thryothorus delats upp på flera mindre släkten, bland annat Thryophilus.

## Levnadssätt
Bandgärdsmygen bebor öppen eller buskrik skog, även ungskog och hyggen, från havsnivån upp till 800 meters höjd. Den födosöker aktivt lågt i vegetationen eller ibland på marken i par eller familjegrupper, på jakt efter insekter, spindlar och andra ryggradslösa djur. Det flaskformade boet har en lång ingångstunnel nedåt och fodras inuti med fint gräs. Det placeras en till 2,5 meter upp i en trädklyka eller buske, ofta nära ett getingbo. Honan ruvar ensam de tre till fyra ofläckade vita eller blekt grönblå äggen i två veckor. Efter ytterligare två veckor är ungarna flygga.

## Status och hot
Artens populationstrend är okänd, men utbredningsområdet är relativt stort. Internationella naturvårdsunionen IUCN anser inte att den är hotad och placerar den därför i kategorin livskraftig. Världspopulationen uppskattas till mellan 50.000 och en halv miljon häckande individer.